# Fundació Catalana per a la Recerca i la Innovació
La Fundació Catalana per a la Recerca i la Innovació (FCRI), entitat privada nascuda el 1986, divulga la recerca i la innovació entre la societat per fomentar la cultura científica, les vocacions cientificotècniques, la relació publicoprivada i l’emprenedoria en aquest àmbit. L'FCRI compta amb un patronat mixt públic i privat integrat, entre d'altres, per la Generalitat de Catalunya, la Fundació “la Caixa”, IberCaja, Endesa, BBVA, Telefónica Investigación y Desarrollo, Esteve, Irestal Group i AMGEN .
L’FCRI facilita la comunicació entre la societat, el sistema català de recerca i innovació i el teixit productiu per incrementar l'interès ciutadà per la ciència i la tecnologia. Actua com una entitat experta per a cobrir la bretxa comunicativa existent entre els agents generadors de coneixement i la societat.
La seva missió és esdevenir un agent valuós i de referència en el coneixement i enfortiment de les estructures d’R+D+I a Catalunya, tot articulant propostes versàtils i concises, d’ampli abast, especialment en la comunicació i divulgació científica, la creació de vocacions i formació STEM, i la promoció de la transferència i l’entesa entre l’àmbit científic i empresarial tant públic com privat.
La Fundació té tres àmbits d’activitat: Vocacions Científiques, Divulgació i Comunicació, i Innovació. A cadascun d’aquests, desenvolupa diferents programes, dins dels quals s'engloben un ampli espectre d’activitats, projectes i subprogrames.
Vocacions Científiques vol incrementar les vocacions cientificotècniques i l’interès per la ciència a les escoles. En aquest àmbit, l’FCRI treballa amb les administracions i diverses institucions per sistematitzar la presència de la ciència a l’escola i augmentar les vocacions en l’àmbit STEM (ciències, tecnologia, enginyeria i matemàtiques). Mitjançant diferents activitats, dona suport i actualització als docents de primària, ESO i batxillerat per a la introducció del mètode científic a les escoles. Alhora, aporta plataformes i espais de debat, bones pràctiques i recomanacions sobre l’ensenyament de la ciència per a responsables d’equips educatius i docents.
Dins de l’àmbit de Divulgació i Comunicació, desenvolupa formats de transmissió del coneixement d’alt impacte, presencials i en línia, per crear cultura científica a la societat catalana. Organitza, així, accions de divulgació científica d’ampli impacte, com ara la Setmana de la Ciència i els Premis Nacionals de Recerca, reconeixement en aquest últim cas l’activitat investigadora, les iniciatives de comunicació, mecenatge científic, la cooperació publicoprivada en R+I i la creació d’empreses de base científica. Igualment, crea espais de comunicació entre científics i societat en general i genera campanyes de popularització de la ciència en formats innovadors.
L’àmbit d’Innovació de l’FCRI sensibilitza la indústria sobre la cooperació publicoprivada, a través de projectes per l’actualització i transferència de coneixement procedent de la recerca a l’empresa, connectant acadèmia i empresa en diversos formats, fomentant, simultàniament, la vocació emprenedora i innovadora de base científica. En paral·lel, es fomenta el paper estratègic de la dona en el sistema de recerca i innovació i es monitoritza i estudia la realitat actual i les tendències de futur en recerca, educació i emprenedoria en l’àmbit científic.